# 襄平街道
襄平街道，是中华人民共和国辽宁省辽阳市白塔区下辖的一个乡镇级行政单位。2020年4月，将站前街道、星火街道、武圣街道、文圣街道、原襄平街道合并为文圣街道。将胜利街道、东兴街道合并，命名为襄平街道。位于城区北部，东至太子河、南至中华大街延至杨家花园村、西至沈大铁路线，北至韩夹河村。

## 行政区划
襄平街道下辖以下地区：
金银社区、登福社区、安居社区、永乐社区和襄平社区。
2020年4月，调整后的襄平街道下辖：天齐、四大、北门、东城、辽麻、东曙光、太子河、纸机、药机、公园、硝堡、文安、金福13个社区;太子河、裕民、国庆3个村，兴隆1个股份合作社。